# Gebroeders Ko

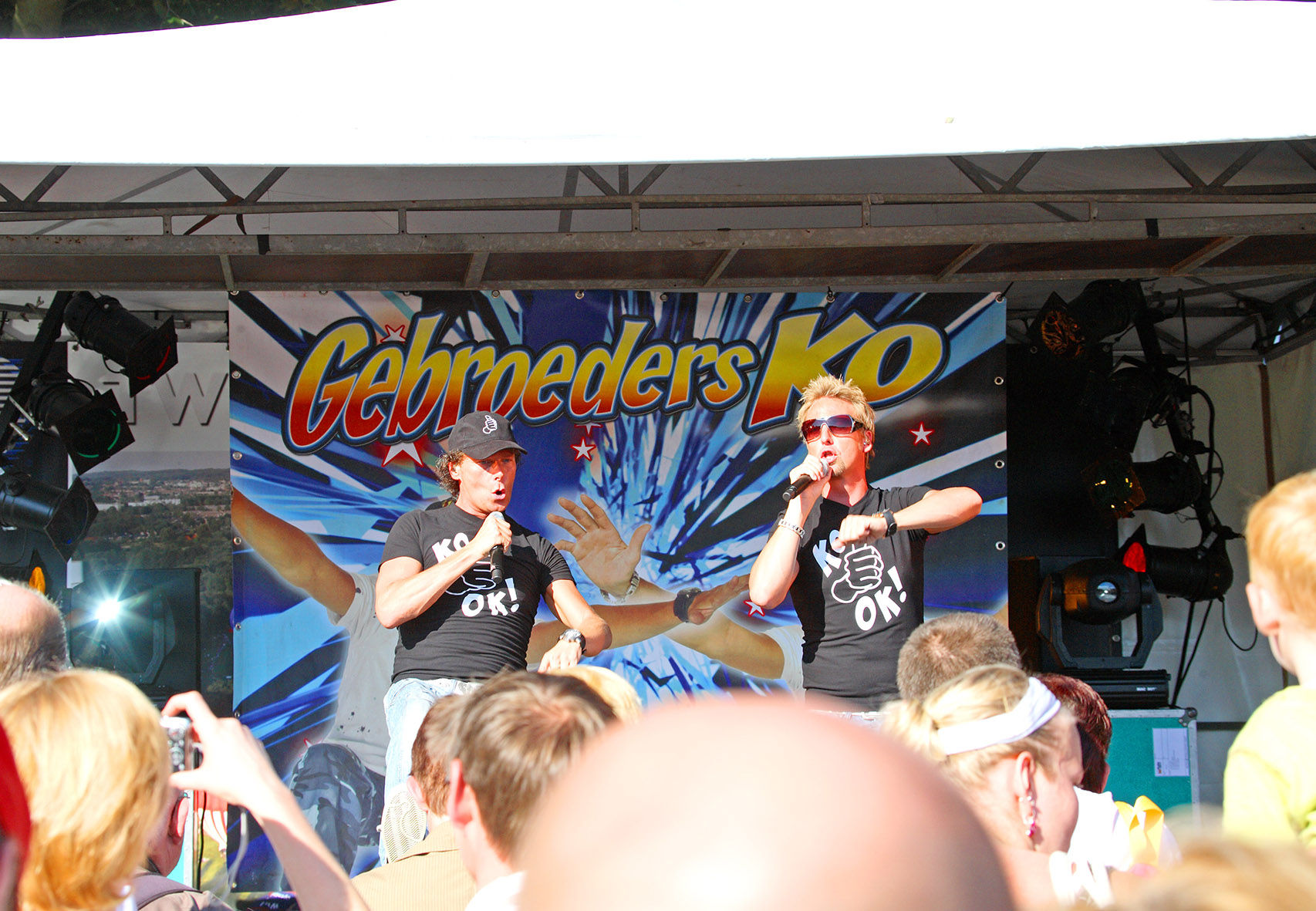
Gebroeders Ko (2008).

Die Gebroeders Ko sind ein niederländisches Popduo. Gegründet wurde es 1999 in Raamsdonksveer von den beiden Brüdern Ton und Gerard Koopmans. Musikalisch haben sie sich auf Partyhits und Coverversionen spezialisiert. Mit ihnen feierten sie in ihrem Heimatland einige Charterfolge.

## Werdegang
Ton und Gerard Koopmans sind Söhne des Sängers Gerrit Koopmans, der unter dem Pseudonym Gerrit Uittenberg Ende der 1980er Jahre selbst einige Hits landen konnte. Vor ihrer Karriere als Musiker arbeiteten beide auf dem Bau.
2003 gelang ihnen mit der eingängigen Single Ik heb ’n toeter op m’n Waterscooter ein erster kleiner Erfolg. Es folgten eine Reihe von Karnevalshits. Den bislang größten Hit ihrer Karriere landeten sie 2006 mit einer in niederländischer Sprache aufgenommenen Coverversion des Discohits Boten Anna, im Original vom schwedischen DJ Basshunter, mit der sie erstmals die Top Ten der niederländischen Charts erreichten. Auch eine speziell für das Weihnachtsgeschäft eingespielte Version erreichte noch einmal die Top Ten.
2010 produzierten sie den Song Vuvuzela als Stimmungshit für die Fußball-Weltmeisterschaft 2010. In dem Lied geht es um die Vuvuzela-Tröten, die Akzente werden sogar mit Vuvuzelas gespielt.
Nachdem ihr Titel Schatje, mag ik je foto? aus dem Jahr 2009 von Vollker Racho und Marc Pircher in deutscher Sprache gecovert wurde, veröffentlichten die Gebroeders Ko im November 2010 zusammen mit Mickie Krause eine eigene Variante unter dem Titel Schatzi schenk mir ein Foto!. Als Interpreten erschien allerdings das Kürzel Ko&Ko. Dieser Titel schaffte im Januar 2011 den Sprung in die Verkaufscharts der deutschsprachigen Länder.
2010 produzierten sie das Lied Helikopter. Im Sommer 2011 coverte Markus Becker dieses Lied auf Deutsch. Auch ihr Hit Alleen Maar Schoenen Aan aus dem Jahr 2011 wurde in der deutschen Version von Mickie Krause (Nur noch Schuhe an!) zum kommerziellen Erfolg in Deutschland.

## Diskografie
Alben
- 2003: Villa Fiësta
- 2004: Gorgelende kelen
- 2006: Knallers

Singles
- 1999: Die mooie Monica
- 1999: Geef me nog een laatste zoen
- 1999: Zomer
- 1999: Wij gaan op wintersport
- 2001: Doedelzakke sjakke
- 2002: Boswandeling
- 2002: Ik heb ’n toeter op m’n waterscooter
- 2003: Tuut, tuut, tuut, wij springen parachute!
- 2004: Tringeling
- 2004: Zonnebril / Muggen hier, muggen daar
- 2005: Vraag uw eekhoorn waarom
- 2005: Sinterklaas Disco
- 2005: Toeters Enzo
- 2005: Trampoline
- 2006: Boten Anna
- 2006: Broodje Frikandel
- 2006: Daar wordt ik niet vrolijk van! (feat. Rob Geus)
- 2006: Sinterklaas boot (Boten Anna)
- 2007: Wij doen het licht wel uit (mit Fritske)
- 2007: Roekoekoe
- 2007: Zwaai maar dag sinterklaasje
- 2007: Duiken in de zee
- 2008: Schatje, mag ik je Foto
- 2010: Vuvuzela
- 2010: Geef mij de sleutel van jouw voordeur
- 2010: Helikopter
- 2010: Doe de daeloring
- 2011: Wunderbar!
- 2011: Alleen maar schoenen aan
- 2011: Sinterklaas in een raket
- 2012: Één bitterbal
- 2012: Oranje springt